# 赵登禹将军墓
赵登禹将军墓，位于北京市丰台区宛平城地区宛平社区东500米西道口，是七七事变中牺牲的中国将领赵登禹之墓。

## 简介

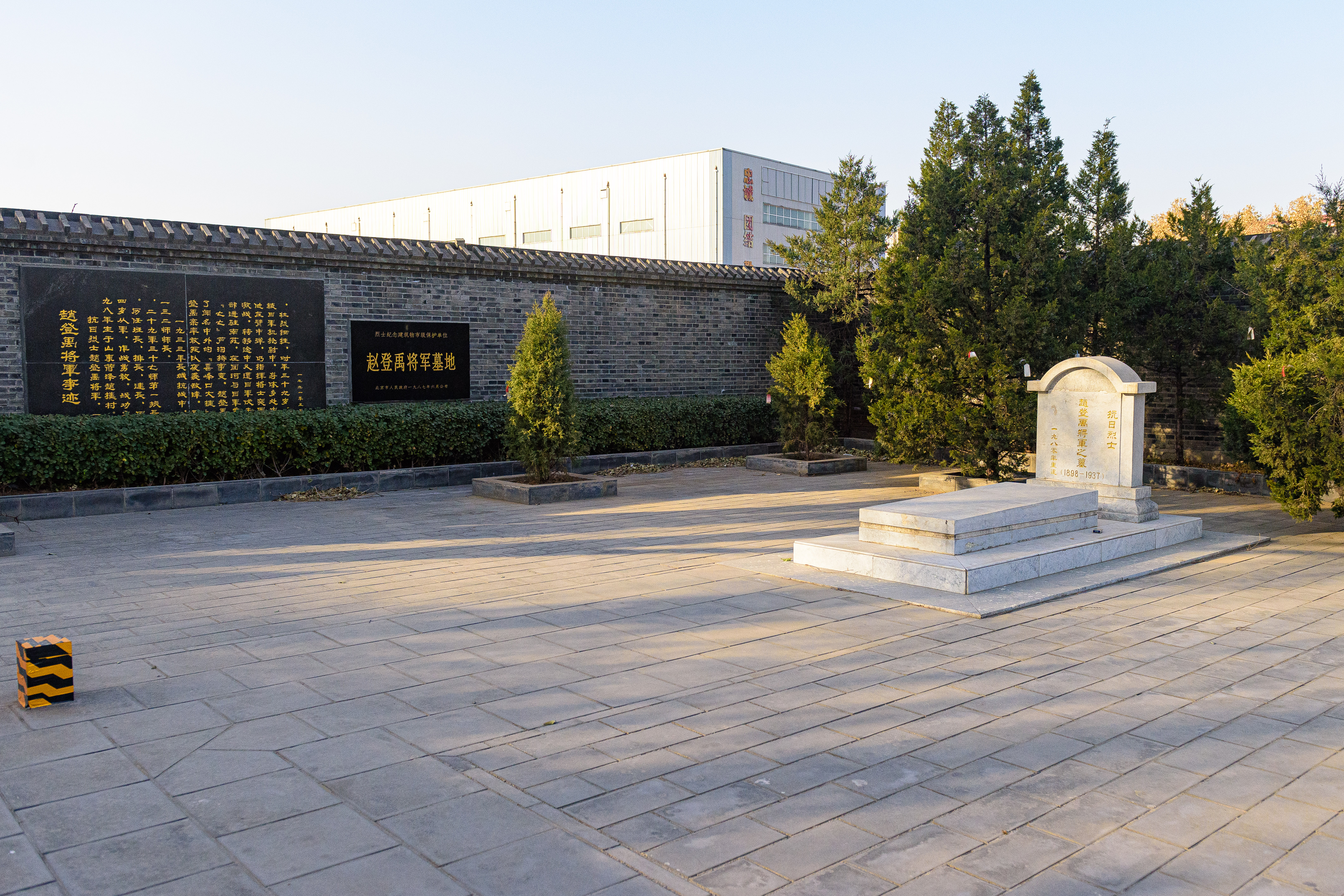
赵登禹墓园

赵登禹将军墓位于卢沟桥西道口。赵登禹七七事变时任国民革命军第132师师长，率部守北平南苑。1937年7月28日，日军进攻南苑，赵登禹师长指挥卫队旅及学生军训团，向大红门一带集结，遭到日军伏击而殉国，时年39岁。赵登禹的遗体先被红十字会掩埋，后被龙泉寺僧人收殓，1946年在中山公园举办公祭大会后安葬。赵登禹的墓地在文革前建立，文革期间受到严重破坏，赵登禹的遺骸也被红卫兵拖出坟墓亵渎。
1980年，北京市人民政府重修赵登禹将军墓，并立碑纪念。当时墓园面积仅160平方米左右。1984年被丰台区人民政府公布为丰台区重点文物保护单位。1991年3月，北京市民政局、丰台区人民政府决定共同投资，由中国人民解放军52903部队承建，重修赵登禹将军墓。修复后的赵登禹墓，墓园向南方及东方扩展，面积达到350平方米，东侧台阶上刻有赵登禹将军墓的保护标志及赵登禹将军生平。2003年3月，北京市及丰台区政府投资，由北京荣顺建筑有限公司承建，全面整修赵登禹将军墓，加高墙体，更新地面，引入水源，于2003年4月2日完工。